# Османоглу, Фатьма Гевхери
Фатьма́ Гевхери Османоглу́ (тур. Fatma Gevheri Osmanoğlu; осман. فاطمه کوھری سلطان‎; 2 декабря 1904, Стамбул — 10 декабря 1980, Стамбул) — османская принцесса и музыкант, дочь Мехмеда Сейфеддина-эфенди. Внучка султана Абдул-Азиза.

## Биография
Родилась 2 декабря 1904 года в один день с братом-близнецом Ахмедом Тевхидом в семье шехзаде Мехмеда Сейфеддина-эфенди и его второй жены Нервалитер Ханым-эфенди. У неё был старший родной брат Махмуд Шевкет-эфенди.
В детстве принцесса посещала музыкальные собрания отца и слушала известных мастеров того времени. Она брала уроки игры на тамбуре и кяменче у известного в то время музыканта Танбури Джемиль-бея.
В марте 1924 года после принудительного изгнания членов династии Османов из страны она вместе со своей семьёй уехала во Францию. В 1927 году в Ницце скончался её отец и у неё начались финансовые трудности. Несмотря на это, она сохранила некоторые музыкальные инструменты, унаследованные от отца. Она играла на танбуре, кеменче, уде, лавте и фортепиано. Она сочиняла вокальные и инструментальные произведения в различных макамах.
В 1952 году в Турции был принят закон, согласно которому женщинам из династии Османов разрешалось вернуться в Турцию. Она вернулась в Стамбул и привезла свои музыкальные инструменты. Последующие годы жизни она проживала в просторной квартире на площади Таксим у своей двоюродной сестры Михришах-султан, дочери Юсуфа Иззеддина-эфенди.
Скончалась 10 декабря 1980 года в возрасте 76 лет и была похоронена в мавзолее Махмуда II.